# Werner Dücker
Werner Dücker (geboren am 2. Februar 1887 in Düsseldorf; gestorben am 25. Oktober 1945 in Kohtla-Järve) war ein deutscher Kunstsammler.

## Leben
Werner Dücker kam 1887 als Sohn des Ingenieurs Friedrich Dücker und seiner Frau Elisabeth, geborene Düffels, in Düsseldorf zur Welt. Nach der schulischen Ausbildung nahm er Flugunterricht bei August Euler auf dem Flugplatz Griesheim und absolvierte 1911 seine Pilotenprüfung. Mit der Lizenznummer 50 gehörte er zu den Pionieren des Motorfluges in Deutschland. Später lebte er in Berlin und verkehrte dort in liberalen und kulturinteressierten Kreisen. Zu seinen Freunden gehörten der Schauspieler Richard Schultz und der FKK-Anhänger und Pädagoge Adolf Koch.
Unklar ist, wann Dücker mit dem Aufbau seiner Kunstsammlung begann. 1913 stellte er seine Sammlung dem Kunstverein Barmen als Leihgabe zur Verfügung. Zu den herausragenden Werken gehörten Die Milchmaid von Saintonge von Gustave Courbet (Privatsammlung), eine Version des Motivs Vincents Schlafzimmer in Arles von Vincent van Gogh (Musée d’Orsay, Paris), Sieben Badende von Paul Cézanne (Fondation Beyeler, Riehen), Badende Frauen von Franz Marc (Norton Simon Museum, Pasadena) und Leda mit dem Schwan von Wladimir Georgijewitsch Bechtejew (Privatsammlung). Weitere Werke der Sammlung stammten von Künstler wie Max Liebermann, Karli Sohn-Rethel, Albert Weisgerber, Henri Edmond Cross, Alexej von Jawlensky, Pierre Girieud, Kees van Dongen, Paul Gauguin, Auguste Herbin, Ferdinand Hodler und Suzanne Valadon.

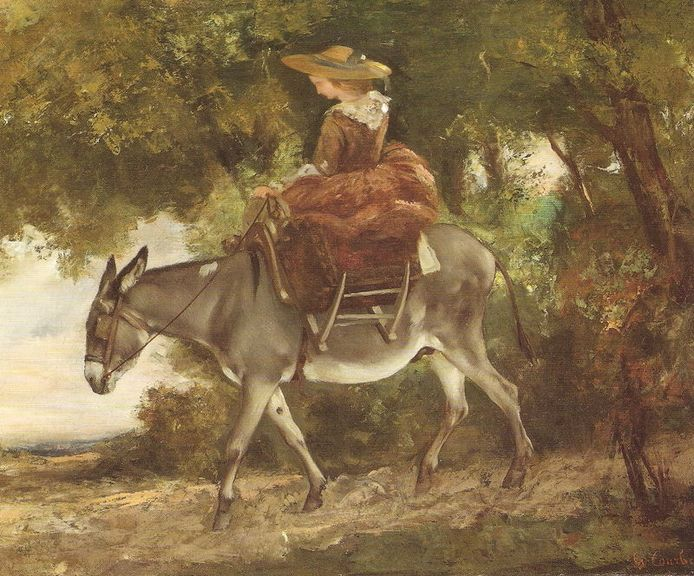
Gustave Courbet: Die Milchmaid von Saintonge
Vincent van Gogh: Vincents Schlafzimmer in Arles
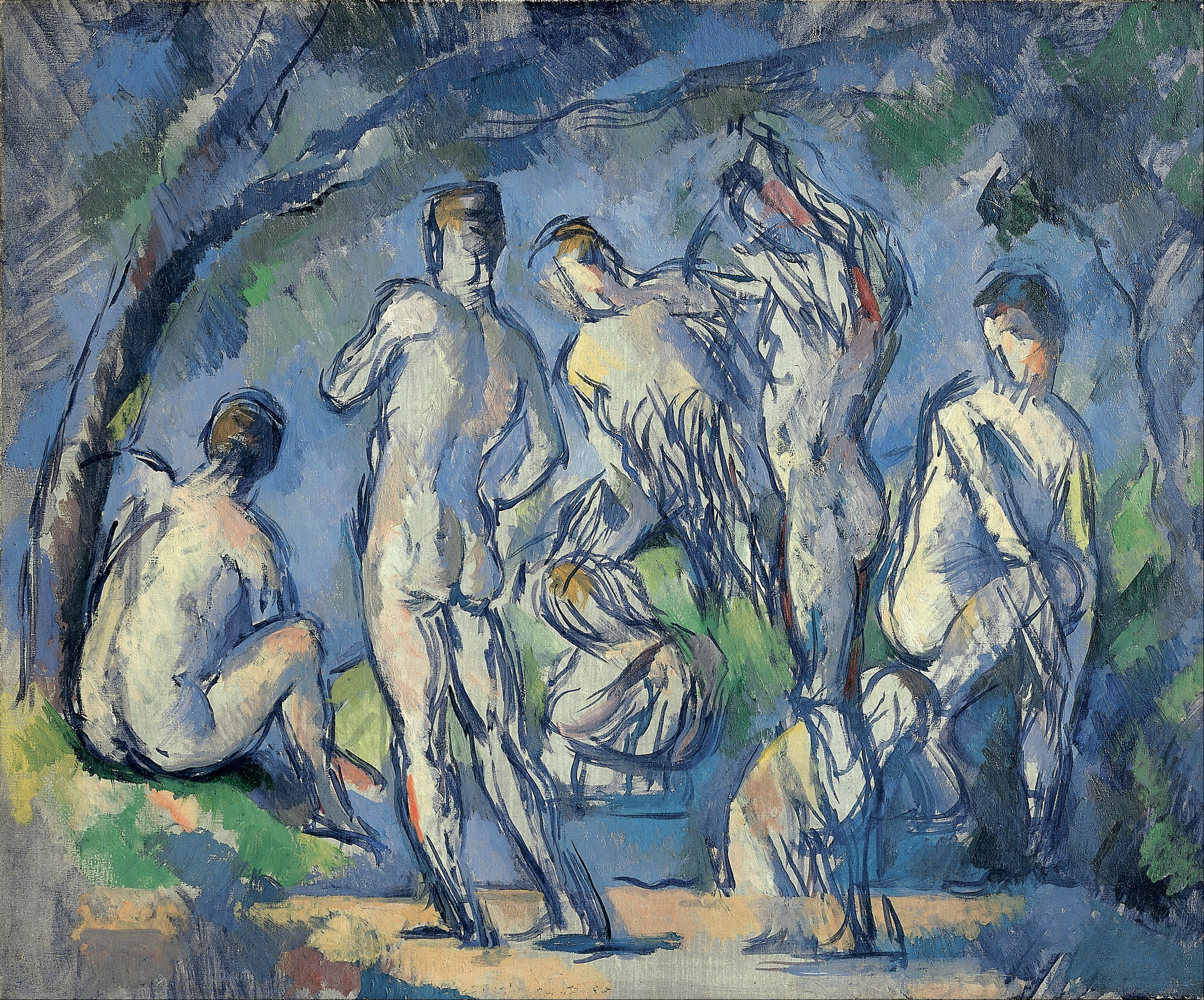
Paul Cézanne: Sieben Badende
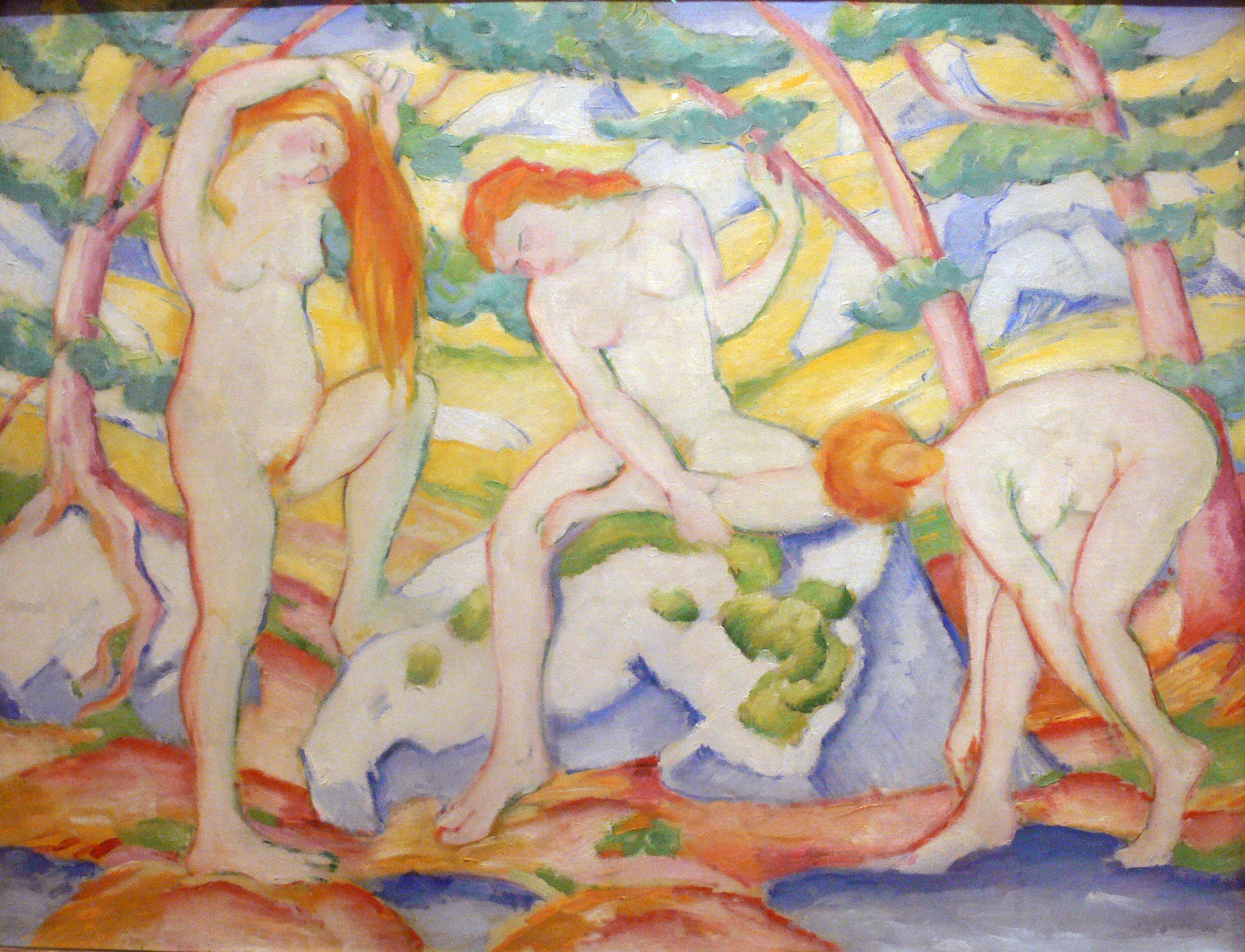
Franz Marc: Badende Frauen

Dücker war seit 1919 mit der Bildhauerin Marta Dücker-Zahn verheiratet. Das Paar lebte zuletzt in Berlin-Charlottenburg. Nachdem Dücker sein Vermögen im Inflationsjahr 1923 verloren hatte, musste er seine Kunstsammlung verkaufen. Seine Frau eröffnete anschließend einen Modesalon. Werner Dücker starb 1945 als Kriegsgefangener in Köthla-Järve in Estland.